# Kóstas Diamantópoulos
Pour les articles homonymes, voir Diamantopoulos.
Konstantínos « Kóstas » Diamantópoulos (grec moderne : Κωνσταντίνος «Κώστας» Διαμαντόπουλος), né en 1946, est un ancien joueur de basket-ball grec. Il évolue au poste d'ailier. Il est le père de Giórgos Diamantopoulos.

## Palmarès
- 3e des Jeux méditerranéens de 1971